# XXIX Conferenza delle Parti dell'UNFCCC

Logo dell'UNFCCC

La Conferenza delle Nazioni Unite sui cambiamenti climatici del 2024, conosciuta anche come COP29, è stata la XIX Conferenza delle Parti della Convenzione quadro delle Nazioni Unite sui cambiamenti climatici, organizzato dall'Azerbaigian e si è tenuta presso lo Stadio Olimpico di Baku dall'11 al 24 novembre 2024 ma era previsto che si sarebbe conclusa il 22 novembre.
Oltre alla 29ª Conferenza delle Parti dell'UNFCCC (COP29), comprendeva anche la 19ª Conferenza delle Parti del Protocollo di Kyoto (CMP19), la 6ª Conferenza delle Parti dell'Accordo di Parigi (CMA6), la 61ª sessione dell'Organismo sussidiario per la consulenza scientifica e tecnologica (SBSTA61) e la 61ª sessione dell'Organismo sussidiario per l'attuazione (SBI61).

## Contesto
In base alla prassi della rotazione tra i gruppi regionali delle Nazioni Unite, l'organizzazione della Conferenza del 2024 spettava al Gruppo Europa orientale.
In conseguenza dell'opposizione della Russia nei confronti dei paesi dell'Unione europea,
nel corso della COP28 di Dubai veniva decisa la candidatura dell'Azerbaigian con l'accordo dell'Armenia, nell'ambito della normalizzazione delle relazioni tra i due Stati.

## Dopo la COP28
Riferendosi all'impegno formulato nel corso del G20 del 2021, tenuto a Roma, di piantare 1.000 miliardi di alberi, il 27 marzo 2024 la rivista Nature Cities ha pubblicato la ricerca Global spatial assessment of potential for new peri-urban forests to combat climate change, coordinata dalla Fondazione per il Futuro delle Città, in collaborazione con l'università di Firenze e l'università Ca' Foscari di Venezia, nel quale si dimostra che sono disponibili a livello globale tra 141 e 322 milioni di ettari in aree periurbane con la possibilità di piantare da 106 a 241 miliardi di alberi, con conseguenti benefici sulla qualità dell'aria e per la mitigazione delle temperature urbane.
L'8 maggio 2024 il quotidiano britannico The Guardian ha pubblicato un'inchiesta secondo la quale il 77% degli scienziati del Gruppo intergovernativo sul cambiamento climatico (IPCC) ritiene che il riscaldamento globale crescerà di almeno 2,5 °C, prevedendo un «futuro con carestie, conflitti e migrazioni di massa, guidati da ondate di calore, incendi, inondazioni e tempeste di intensità e frequenza ben superiori a quelle che hanno già colpito».
Nel maggio 2024 il National Bureau of Economic Research (NBER) ha pubblicato un documento intitolato The Macroeconomic Impact of Climate Change: Global vs. Local Temperature che stima che i danni macroeconomici derivanti dal cambiamento climatico siano sei volte maggiori di quanto si pensasse in precedenza; che l'aumento di temperatura di 1 °C riduce il PIL mondiale del 12%; che la temperatura globale è fortemente correlata agli eventi climatici estremi. Il riscaldamento globale implica una perdita di benessere attuale del 29% e un costo sociale del carbonio di 1.065 dollari per tonnellata. Questi impatti suggeriscono che la politica unilaterale di decarbonizzazione è economicamente vantaggiosa per i grandi paesi come gli Stati Uniti.
Il 22 luglio 2024 è stato il "Climate Emergency Day", nel quale gli orologi del clima hanno segnato che restano meno di 5 anni per limitare il riscaldamento globale a 1,5 °C.
Il 30 settembre 2024 è stata chiusa l'ultima centrale a carbone del Regno Unito, la Ratcliffe-on-Soar Power Station, sita nel borough di Rushcliffe, con una potenza di 2000 MW.
Il 17 ottobre 2024 è stato presentato il Rapporto 2024 dell'"ASviS - Alleanza Italiana per lo Sviluppo Sostenibile", Coltivare ora il nostro futuro, che analizza il posizionamento dell'Italia rispetto ai 17 Obiettivi dell'Agenda 2030 e fornisce un quadro delle iniziative introdotte sinora nel mondo, in Europa e in Italia a favore dello sviluppo sostenibile. Secondo il Rapporto, tra il 2010 e il 2023 in Italia si sono riscontrati peggioramenti per cinque obiettivi: povertà, disuguaglianze, qualità degli ecosistemi terrestri, governance e partnership; miglioramenti molto contenuti per sei obiettivi: cibo, energia pulita, lavoro e crescita economica, città sostenibili, lotta al cambiamento climatico e qualità degli ecosistemi marini; miglioramenti più rilevanti per cinque obiettivi: salute, educazione, uguaglianza di genere, acqua e sistemi igienico-sanitari e innovazione, mentre l'unico miglioramento molto consistente interessa l'economia circolare. Secondo l'analisi condotta in collaborazione con Prometeia, dei 37 target da raggiungere entro il 2030 solo otto sono raggiungibili, 22 non potranno essere raggiunti e per sette il risultato è incerto.
Il 24 ottobre 2024 l'UNEP (Programma delle Nazioni Unite per l'ambiente) ha pubblicato l'Emissions Gap Report 2024: No more hot air... please!
Il rapporto esamina quanto gli Stati devono promettere di ridurre i gas serra nel prossimo aggiornamento dei Contributi determinati a livello nazionale (NDC), che si terrà  all'inizio del 2025, prima della COP30. Per raggiungere l'obiettivo di 1,5 °C sono necessari tagli dei gas serra del 42% entro il 2030 e del 57% entro il 2035. 
Se non aumentassero le ambizioni dei nuovi NDC e non si iniziasse a realizzarli immediatamente, si metterebbe il mondo sulla strada per un aumento della temperatura di 2,6-3,1 °C nel corso di questo secolo,  con impatti debilitanti sulle persone, sul pianeta e sulle economie. 
Rimane tecnicamente possibile raggiungere un obiettivo di 1,5 °C, con l'energia solare, l'eolica e le foreste che promettono tagli alle emissioni rapidi e radicali. Per sfruttare questo potenziale, NDC sufficientemente forti dovrebbero essere sostenuti urgentemente da un approccio governativo globale, da misure che massimizzino i co-benefici socioeconomici e ambientali, da una maggiore collaborazione internazionale che includa la riforma dell’architettura finanziaria globale, da una forte azione del settore privato e un aumento minimo di sei volte degli investimenti per la mitigazione. I paesi del G20, in particolare i membri con le maggiori emissioni, dovrebbero fare il lavoro più gravoso.
Il 28 ottobre 2024 è stato pubblicato il Bollettino n. 20 dell'Organizzazione meteorologica mondiale (WMO), intitolato The State of Greenhouse Gases in the Atmosphere Based on Global Observations through 2023, che mostra le frazioni molari medie di superficie a livello globale per l'anidride carbonica (CO₂), il metano (CH4) e il protossido di azoto (N₂O) e le confronta con le frazioni molari dell'anno precedente e con i livelli preindustriali.
Nel 2023 le concentrazioni di anidride carbonica hanno raggiunto 420 ppm (parti per milione), quelle del metano 1.934 ppb (parti per miliardo) e quelle del protossido di azoto 336 ppb, rispettivamente il 151%, il 265% e il 125% dei livelli preindustriali (anno 1750); in particolare l'anidride carbonica ha visto un incremento dell'11,4% in soli 20 anni.
Il 28 ottobre 2024 il Segretariato dell'UNFCCC ha pubblicato il Rapporto di sintesi 2024 dei Contributi determinati a livello nazionale che esamina i dati forniti da 168 Stati (Parti) sui 195 che hanno aderito all'Accordo di Parigi.
Secondo il Rapporto gli attuali piani combinati, se pienamente attuati, vedrebbero emissioni di 51,5 GtCO₂eq (Gigatonnellate equivalenti) nel 2030, un livello inferiore solo del 2,6% rispetto al 2019. Per limitare l'incremento del riscaldamento globale a 1,5 °C, le emissioni di gas serra devono essere ridotte del 43% entro il 2030 e del 60% entro il 2035 rispetto ai livelli del 2019.
Il 7 novembre 2024 Copernicus Climate Change Service (C3S), del programma europeo Copernicus, ha diffuso i dati relativi a ottobre 2024, che ha registrato la temperatura media globale di 15,25 °C, 1,65 °C sopra la media, quindi il «secondo ottobre più caldo di sempre», mentre 15 degli ultimi 16 mesi sono stati almeno 1,5 °C sopra la media pre-industriale. «È ormai praticamente certo che il 2024 sarà l'anno più caldo mai registrato».

Il 29 ottobre le alte temperature riscontrate nel Mar Mediterraneo hanno provocato il fenomeno meteorologico denominato DANA (depresión aislada en niveles altos o goccia fredda) che ha colpito la zona di Valencia, in Spagna, causando 222 vittime, 93 dispersi, migliaia di sfollati e danni stimati per almeno 30 miliardi di euro.

## Presidenza

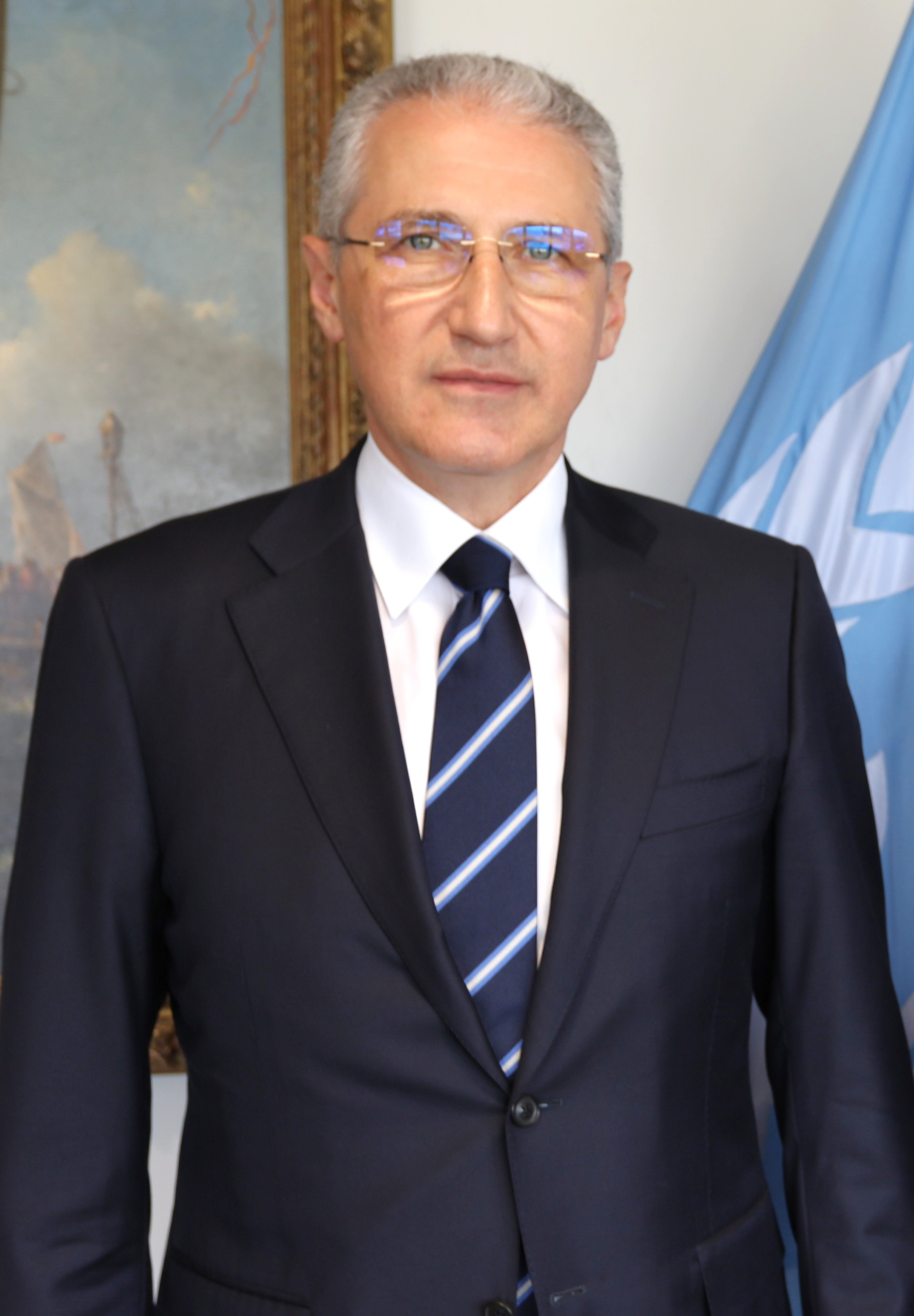
Mukhtar Babayev

A presiedere la COP29 è stato indicato Mukhtar Babayev, ministro dell'Ecologia e delle Risorse naturali dell'Azerbaigian dall'aprile 2018.
Babayev ha lavorato per 26 anni nella State Oil Company of Azerbaijan Republic (SOCAR), la compagnia petrolifera nazionale.
Il comitato organizzatore, inizialmente formato da soli uomini, dopo le numerose proteste intervenute è composto da 29 uomini e 12 donne.

### Critiche
La decisione di assegnare la COP29 all'Azerbaigian è stata criticata da attivisti per i diritti umani e analisti politici a causa delle violazioni dei diritti umani in Azerbaigian.
Michael Rubin, componente dell'American Enterprise Institute (AEI) ed ex funzionario del Pentagono, ha scritto che la vittoria dell'Azerbaigian nell'assicurarsi la candidatura per ospitare la COP potrebbe ritorcersi contro: «La diplomazia del caviale e le comunicazioni delle società di pubbliche relazioni possono influenzare gli ingenui, gli ignoranti o i corruttibili, ma si farà luce anche sul rentierismo, sulla corruzione e sugli abusi del Paese».
Stephan Pechdimaldji, esperto in comunicazioni, ha scritto che «quando i partecipanti interverranno alla COP29 a Baku, visiteranno anche un'area conosciuta dagli scienziati locali come «l'area ecologicamente più devastata del mondo».
Il ricercatore Simon Maghakyan in un articolo pubblicato da Time, ha descritto l'Azerbaigian come «un petro-aggressore repressivo» il cui falso ambientalismo «si fa beffe della crisi esistenziale che affrontiamo come specie» e «minaccia la credibilità di quella che è probabilmente la causa più importante del mondo».
Secondo l'International Trade Administration del governo statunitense nel 2022 la produzione di petrolio e gas ha costituito quasi la metà del PIL dell'Azerbaigian e oltre il 92,5% delle sue entrate da esportazioni.
In Azerbaigian la libertà di stampa, di espressione, di associazione e di riunione sono notevolmente limitate. Secondo Human Rights Watch numerosi oppositori politici sono tenuti prigionieri.
L'Azerbaigian è al 164º posto su 180 nell'Indice della libertà di stampa stilato annualmente da Reporter senza frontiere.
Nell'ottobre 2024 Human Rights Watch ha pubblicato l'"Accordo con il paese ospitante" (Host Country Agreement, HCA) stipulato tra l'UNFCCC e l'Azerbaigian, firmato il 23 agosto.
Sebbene l'Accordo sia stato reso pubblico prima dell'inizio della Conferenza sul clima, a differenza della COP28, è stato descritto come «deludente ma non sorprendente».
Human Rights Watch ha affermato che l'Accordo è pieno di «significative carenze e ambiguità nella tutela dei diritti dei partecipanti». L'Accordo è stato pubblicato insieme al rapporto di Human Rights Watch che espone gli sforzi del governo dell'Azerbaigian per «mettere a tacere i suoi critici», nel quale diversi attivisti e giornalisti sono stati arrestati con accuse penali gravi e infondate.

## Città ospitante

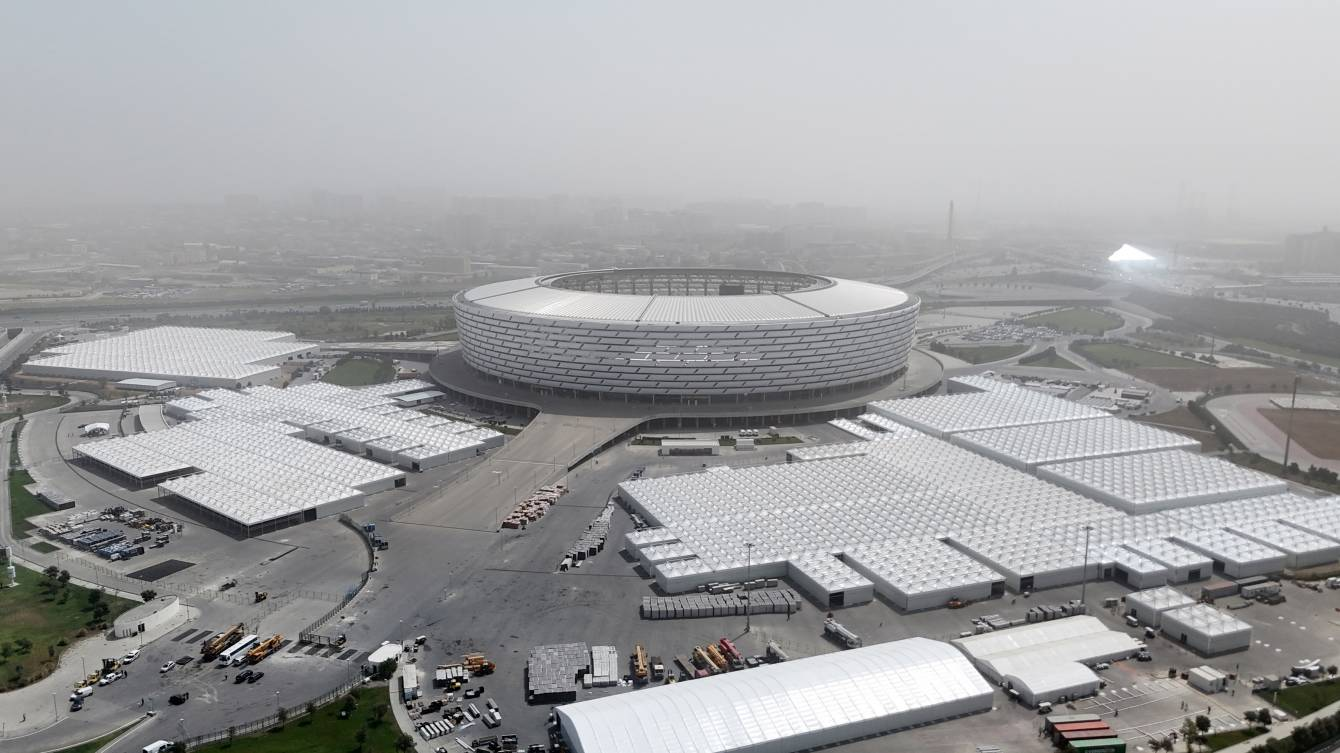
Lo Stadio Olimpico di Baku

Lo stadio di Baku è situato vicino al centro di Baku, accessibile da varie parti della città, incluso l'aeroporto internazionale Heydar Aliyev, è ben servito dai trasporti pubblici, compresi autobus e metropolitana di Baku, è facilmente raggiungibile anche in auto, grazie alla disponibilità di ampi parcheggi. Il design dello stadio di Baku incorpora diverse caratteristiche eco-compatibili, come l'illuminazione a risparmio energetico e i sistemi di gestione dell'acqua.
L'area della Conferenza era suddivisa in due zone: «zona blu» e «zona verde»:
- la «zona blu», per una superficie di 104460 m², destinata agli incontri ufficiali, era gestita dall'UNFCCC ed era destinata solo alle delegazioni delle Parti, ai capi di Stato e di governo, agli osservatori autorizzati e alla stampa accreditata;[48]
- la «zona verde», esterna e confinante con la «zona blu», gestita dalla presidenza azera della COP, era aperta al pubblico e ospitava gli stand nazionali, eventi collaterali organizzati da associazioni giovanili, dalla società civile, accademici e imprenditori.[49]

## Verso la COP29

### Dialogo sul clima di Petersberg
Il 25 e 26 aprile 2024 si è tenuto a Berlino il 15º Dialogo sul clima di Petersberg (PCD15), presieduto da Annalena Baerbock, ministra federale degli Affari esteri, e da Mukhtar Babayev, presidente della COP29, in presenza di ministri e rappresentanti di 37 paesi e osservatori della società civile.
Nel corso del PDC15 è stato confermato l'obiettivo di mantenere l'aumento delle temperature entro 1,5 °C, l'importanza di una decisione su "Nuovo obiettivo quantificato collettivo" (New Collective Quantified Goal, NCQG), l'aumento dei finanziamenti e degli investimenti, il ruolo che i Contributi determinati a livello nazionale (NDC) allineati a 1,5 °C possono svolgere nel catalizzare la trasformazione a livello economico, l'importanza di coinvolgere i ministri delle Finanze e dell'Economia a tale scopo.

### G7 per il clima, l'energia e l'ambiente
L'incontro ministeriale del G7 per il clima, l'energia e l'ambiente si è tenuto a Venaria Reale il 29 e 30 aprile 2024.
Al termine dei lavori è stato approvato il comunicato che conferma il progressivo abbandono dei combustibili fossili, la cui prima tappa è l'uscita dal carbone; l'impegno di favorire la crescita delle rinnovabili; promuovere la collaborazione dei G7 nell'energia da fusione; emanciparsi dalle rimanenti importazioni di gas russo; ridurre le emissioni di metano; aumentare la sicurezza e la sostenibilità delle materie prime critiche; eliminare le emissioni di gas serra diversi dalla CO₂; creare un "Hub G7" per accelerare le azioni di adattamento; istituire una "Coalizione G7 sull'acqua"; sviluppare un'Agenda volontaria su tessile e moda circolari; assicurare una transizione giusta verso l'energia pulita nei paesi in via di sviluppo, con particolare riferimento all'Africa.

### Conferenza sul cambiamento climatico di Bonn
Dal 3 al 13 giugno 2024, nell'ambito degli Organi sussidiari dell'UNFCCC (SBSTA e SBI), circa 6.000 esperti si sono riuniti presso il Campus delle Nazioni Unite di Bonn, appuntamento intermedio in preparazione della COP29 di Baku.
Dopo due settimane di negoziati, le parti non hanno fatto progressi nella definizione delle modalità di un nuovo dialogo sull'attuazione del Global Stocktake; nessun accordo sul "Nuovo obiettivo quantificato collettivo" (NCQG) sui finanziamenti per il clima; nessun progresso in tema di mitigazione e adattamento.
In merito all'art. 6 dell'Accordo di Parigi sono stati approvati due testi (art. 6.2 e art. 6.4 sul mercato delle emissioni) da sottoporre alle Parti della COP29.
Al termine della Conferenza Simon Stiell, segretario esecutivo dell'UNFCCC, ha commentato: «...abbiamo fatto dei modesti passi avanti, qui a Bonn. Ma abbiamo fatto una deviazione sulla strada per Baku. Troppe questioni sono rimaste irrisolte. Troppi elementi sono ancora sul tavolo».

### Forum politico ad alto livello
Dall'8 al 17 luglio 2024 si è tenuto a New York il Forum politico ad alto livello 2024 sullo sviluppo sostenibile sotto gli auspici del Consiglio economico e sociale delle Nazioni Unite (ECOSOC) che aveva per tema Reinforcing the 2030 Agenda and eradicating poverty in times of multiple crises: the effective delivery of sustainable, resilient, and innovative solutions.
Trentasei paesi hanno presentato le loro Revisioni nazionali volontarie (VNR), condividendo i loro progressi nell'Agenda 2030.

### Vertice ONU del futuro
Il 22 e 23 settembre 2024 l'Assemblea generale delle Nazioni Unite ha ospitato il "Vertice del futuro" (Summit of the Future) che ha approvato il Patto sul futuro (Pact for the Future) che include il Global Digital Compact e la Dichiarazione sulle generazioni future (Declaration on Future Generations).
Il Patto ribadisce l'impegno degli Stati ad accelerare il cammino verso il raggiungimento degli Obiettivi di sviluppo sostenibile dell'Agenda 2030, che restano i punti di riferimento verso cui orientare ogni scelta politica, economica e sociale, a livello internazionale e nazionale.

### G20 dell'ambiente
L'8 ottobre 2024 si è tenuta a Rio de Janeiro la riunione dei ministri dell'ambiente del G20 per discutere su tematiche che riguardano clima, biodiversità, inquinamento ed economia circolare.
La riunione, che ha preceduto di poco la COP16 sulla biodiversità e la COP29 di Baku, mentre il prossimo anno la COP30 dell'UNFCCC sarà ospitata dal Brasile, era molto attesa in quanto i paesi che ne fanno parte rappresentano quasi l'80% del PIL mondiale ma sono anche responsabili dell'80% delle emissioni di gas serra.
I partecipanti hanno appoggiato la proposta del Brasile per la creazione della "Task Force per la mobilitazione globale contro il cambiamento climatico".

### Pre-COP di Baku
Il 10-11 ottobre 2024 si è tenuta a Baku la Pre-COP29 che aveva come tema Enhance Ambition and Enable Action ("Migliorare l'ambizione e consentire l'azione").
Tra le priorità c'era la definizione di un nuovo obiettivo di finanza climatica per sostituire il precedente obiettivo di 100 miliardi di dollari, la piena attivazione del fondo per le perdite e danni e il sostegno alle comunità vulnerabili. Le discussioni hanno incluso anche l'aggiornamento dei Contributi determinati a livello nazionale (NDC) e la finalizzazione delle linee guida per i mercati del carbonio ai sensi dell'articolo 6 dell'Accordo di Parigi. I partecipanti hanno sottolineato la necessità di limitare il riscaldamento globale a 1,5 °C, poiché i dati pubblicati dal Programma delle Nazioni Unite sull'ambiente (UNEP) suggeriscono che gli impegni climatici esistenti potrebbero consentire un aumento di 2,9 °C.

### Agenzia internazionale dell'energia
Il 16 ottobre 2024 è stato pubblicato il World Energy Outlook 2024 dell'Agenzia internazionale dell'energia (IEA).
Si prevede che la domanda per ciascuno dei tre combustibili fossili (carbone, petrolio e gas naturale) raggiungerà il picco prima del 2030. Inoltre, sulla base delle attuali politiche, l'Agenzia prevede un picco «imminente» delle emissioni di CO₂ senza che si verifichi successivamente un forte calo. Su questa base le proiezioni dell'Agenzia prevedono che il riscaldamento globale aumenterebbe di 2,4 °C entro il 2100.

### Conferenza delle Nazioni Unite sulla biodiversità
Dal 21 ottobre al 1º novembre 2024 si è tenuta a Cali, in Colombia, la 16ª Conferenza delle Nazioni Unite sulla biodiversità.

### Periodo pre-sessionale
Dal 4 al 10 novembre 2024.

### Youth Conference
Dal 7 al 9 novembre 2024 si è tenuta a Baku la 19ª United Nations Climate Change Conference of Youth (COY19) con la partecipazione di 400 giovani delegati e con la presenza dell'azera Leyla Hasanova, Youth Climate Champion di COP29. Al termine dei lavori è stato approvato il Global Youth Statement.

## Dichiarazioni e impegni
Il presidente designato Babayev ha scritto ai colleghi delle Parti per comunicare dichiarazioni, impegni e iniziative in occasione della COP29 dell'Azerbaigian.
Dichiarazioni e impegni:
- 1. Appello alla tregua, sul modello della tregua olimpica, per ricordare l'interazione tra conflitto e cambiamento climatico.
- 2. Impegno globale per lo stoccaggio e per le reti di energia, di sei volte rispetto ai livelli del 2022, raggiungendo 1.500 gigawatt entro il 2030; potenziare la capacità della rete con l'obiettivo di realizzazione o rinnovare 25 milioni di chilometri di reti entro il 2030.
- 3. Impegno energetico verde per la realizzazione di zone e corridoi di energia verde.
- 4. Dichiarazione sull'idrogeno che sbloccherà il potenziale di un mercato globale per l'idrogeno pulito e i suoi derivati.
- 5. Dichiarazione sull'azione digitale verde che mira ad accelerare la digitalizzazione positiva per il clima e la riduzione delle emissioni nell'informazione e delle tecnologie della comunicazione.
- 6. Dichiarazione sulla riduzione del metano dai rifiuti organici per ottimizzare il lavoro verso impegni nel settore dei rifiuti allineati all'Accordo di Parigi.
- 7. Dichiarazione dei percorsi di azione multisettoriale per città resilienti e salubri.
- 8. Dichiarazione sull'azione rafforzata nel turismo per promuovere pratiche di turismo sostenibile riducendo le emissioni e aumentando la resilienza del settore.
- 9. Dichiarazione sull'acqua per l'azione per il clima per adottare approcci integrati nella lotta alle cause e agli impatti del cambiamento climatico sui bacini idrografici e sugli ecosistemi legati all'acqua.

Iniziative:
- 10. Fondo d'azione per il finanziamento del clima (Climate Finance Action Fund, CFAF)[71]
- 11. Iniziativa di Baku per i finanziamenti, gli investimenti e il commercio legati al clima – Dichiarazione sulla coalizione climatica di Baku per la transizione verde delle PMI
- 12. Iniziativa di Baku sullo sviluppo umano per la resilienza climatica
- 13. Iniziativa Harmoniya di Baku sul clima per gli agricoltori
- 14. Piattaforma globale di Baku per la trasparenza climatica – Dichiarazione di Baku sulla trasparenza climatica globale

## COP29 Baku 2024
Alla Conferenza hanno partecipato 198 Parti, compreso l'Afghanistan, che è intervenuto con una rappresentanza tecnica e non politica, su invito della Presidenza azera.
Mentre l'11 novembre la Conferenza veniva aperta con il passaggio della presidenza dall'emiratino Sultan Ahmed al-Jaber (COP28) all'azero Mukhtar Babayev, il Wall Street Journal segnalava che il neoeletto presidente Donald Trump ha già pronto il provvedimento per ritirare gli Stati Uniti dall'Accordo di Parigi.
In merito, l'inviato statunitense John Podesta ha affermato che «il lavoro per contenere il cambiamento climatico continuerà negli Stati Uniti con impegno, passione e convinzione», ritenendo fondamentale il movimento "We Are Still In", sorto nel 2017 in reazione alla decisione del presidente Trump di ritirare gli Stati Uniti dall'Accordo di Parigi, e che coinvolge «oltre 5.000 tra stati, aziende, governi locali, nazioni indigene, università e altro».
Simon Stiell, direttore esecutivo dell'UNFCCC, ha dichiarato: «Dobbiamo concordare un nuovo obiettivo finanziario globale per il clima. Se almeno due terzi delle nazioni del mondo non possono permettersi di ridurre rapidamente le emissioni, allora ogni nazione pagherà un prezzo brutale. Se le nazioni non riescono a creare resilienza nelle catene di approvvigionamento, l'intera economia globale sarà messa in ginocchio.  Nessun paese è immune. Quindi lasciamo da parte l'idea che la finanza per il clima sia beneficenza. Un nuovo ambizioso obiettivo di finanza climatica è interamente nell'interesse di ogni singola nazione, comprese quelle più grandi e ricche. Ma non basta mettersi d'accordo solo su un obiettivo. Dobbiamo lavorare di più per riformare il sistema finanziario globale. Dare ai paesi lo spazio fiscale di cui hanno così disperatamente bisogno.»

### Rapporto sullo stato della criosfera
Il 12 novembre è stato presentato il Rapporto sullo stato della criosfera 2024 (State of the Cryosphere Report 2024), pubblicato dall'International Cryosphere Climate Initiative (ICCI).
Redatto da oltre 50 scienziati della criosfera, con il motto «non si può negoziare con il punto di fusione del ghiaccio», mette in guardia da impatti e costi notevolmente più elevati per l'economia globale.
Il rapporto rileva un crescente consenso scientifico sul fatto che lo scioglimento delle calotte glaciali della Groenlandia e dell'Antartide, tra gli altri fattori, potrebbe rallentare importanti correnti oceaniche su entrambi i poli, con conseguenze potenzialmente disastrose per un'Europa settentrionale molto più fredda e un maggiore innalzamento del livello del mare lungo la costa orientale degli Stati Uniti.

### Vertice dei leader
Il 12 e 13 novembre si è tenuto il vertice dei leader (World Leaders Climate Action Summit), caratterizzazto dalle numerose assenze:
il presidente statunitense Joe Biden, il presidente cinese Xi Jinping, il presidente russo Vladimir Putin, la presidente della Commissione europea Ursula von der Leyen (concentrata «sui suoi compiti istituzionali»), il presidente francese Emmanuel Macron (i rapporti Francia-Azerbaigian sono tesi a causa del conflitto nel Nagorno-Karabakh), il cancelliere tedesco Olaf Scholz (per la crisi del governo di coalizione), il presidente brasiliano Luiz Inácio Lula da Silva (che non aveva partecipato al vertice BRICS di Kazan per motivi di salute), il presidente colombiano Gustavo Petro (a causa delle inondazioni che hanno colpito la Colombia), il ministro-presidente olandese Dick Schoof (a seguito degli attacchi antisemiti avvenuti ad Amsterdam), il primo ministro canadese Justin Trudeau, il primo ministro indiano Narendra Modi, il presidente sudafricano Cyril Ramaphosa, il primo ministro australiano Anthony Albanese, il primo ministro giapponese Fumio Kishida, 
re Carlo III del Regno Unito (per motivi di salute), la neoeletta presidente messicana Claudia Sheinbaum (eppure, scienziata del clima e sostenitrice della transizione ecologica), il primo ministro di Papua Nuova Guinea James Marape (che già in agosto aveva protestato nei confronti delle «nazioni industrializzate, che detengono grandi emissioni di carbonio, per la loro mancanza di sostegno rapido a coloro che sono vittime del cambiamento climatico e a quelli di noi che sono nazioni che vivono di foreste e oceani»).

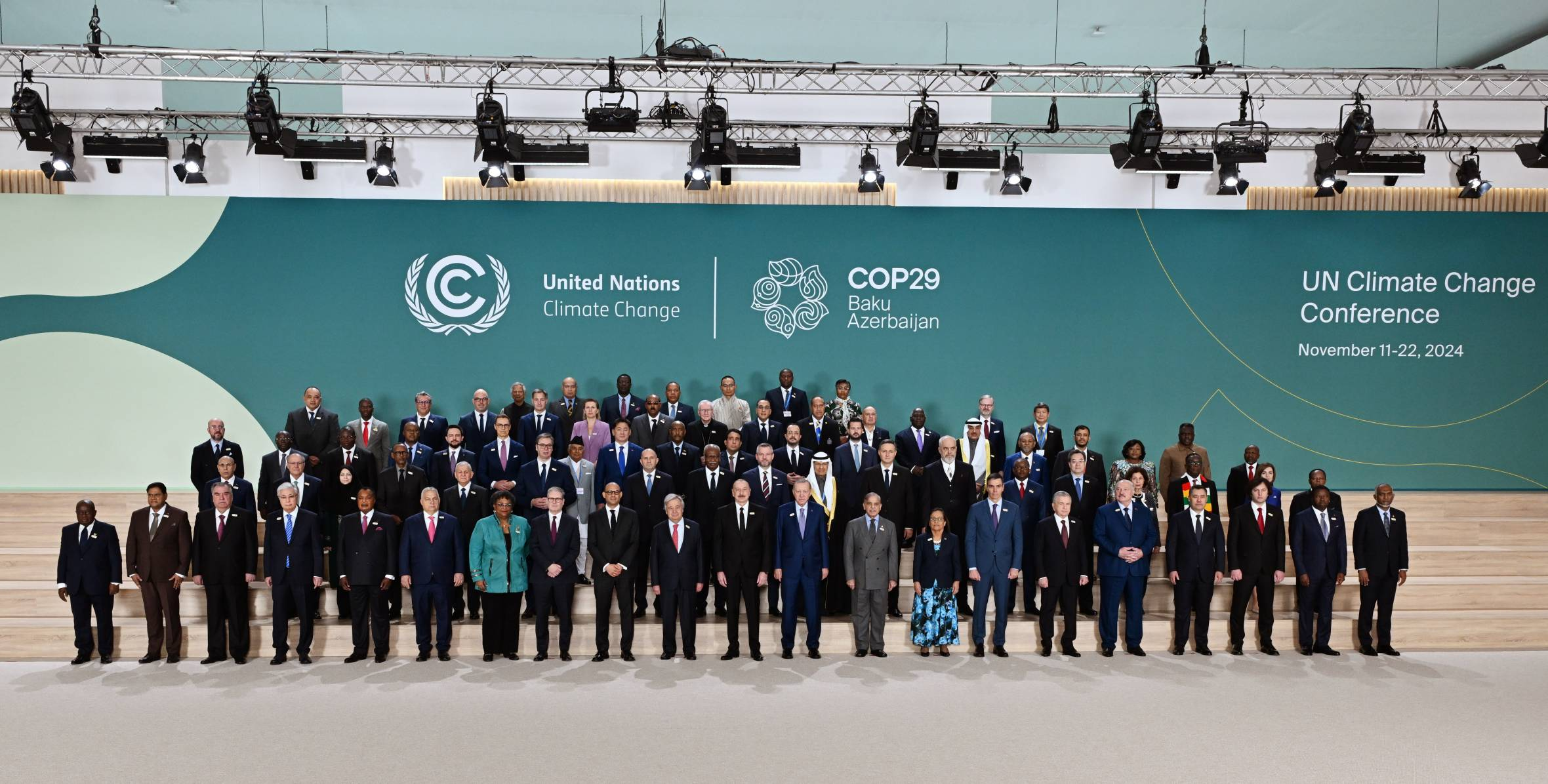
Cerimonia di apertura del Vertice.

Il Vertice è stato aperto dal presidente azero Ilham Aliyev che ha dichiarato: «Il petrolio e il gas sono un dono di Dio, proprio come il sole, il vento e i minerali. [...] I Paesi non devono essere incolpati per averle e non devono essere incolpati per aver portato queste risorse sul mercato», accusando i paesi occidentali di ipocrisia.
António Guterres, segretario generale delle Nazioni Unite: «Il suono che sentite è il ticchettio dell'orologio. Siamo al conto alla rovescia finale per limitare l'aumento della temperatura globale a 1,5 °C. E il tempo non è dalla nostra parte». Nessun Paese è risparmiato dal cambiamento climatico causato dall'uomo, «dobbiamo ridurre le emissioni globali del 9% ogni anno: entro il 2030 dovranno scendere del 43% rispetto ai livelli del 2019».
Mia Mottley, primo ministro di Barbados, che nel 2022 aveva presentato la Bridgetown Initiative, ha nuovamente invitato i paesi a valutare innovative fonti di finanziamento. Secondo la statista barbadiana tassare le compagnie di navigazione, le compagnie aeree e alcune operazioni finanziarie, così come tassare l'estrazione dei combustibili fossili, potrebbe raccogliere almeno 350 miliardi di dollari all'anno, oltre il triplo di quanto i paesi sviluppati mobilitano ogni anno. «L'elefante nella stanza dei servizi finanziari non può continuare a essere evitato, anche se in passato non abbiamo avuto successo», ha detto.
Il primo ministro britannico Keir Starmer ha dichiarato che la Gran Bretagna taglierà le emissioni di gas serra dell'81% entro il 2035, impegnando il paese a raggiungere un obiettivo climatico più ambizioso, in linea con la raccomandazione di un comitato di consulenti climatici.
Charles Michel, presidente del Consiglio europeo, nell'affermare che «il mondo è sul filo del rasoio», ha comunicato che l'Unione europea ha raggiunto l'obiettivo dei finanziamenti: 31 miliardi di dollari annui come parte della promessa di 100 miliardi, «più della quota spettante», e incoraggia tutte le parti, compresi i paesi del G7 e le economie emergenti, a seguirne l'esempio.
Pedro Sánchez, presidente del Governo spagnolo: abbiamo assistito a «uno dei più grandi disastri climatici della nostra storia [...] Quello che è successo a Valencia non è un evento isolato, accade ogni giorno in ogni angolo del pianeta, non possiamo voltarci dall’altra parte, dobbiamo agire».
Giorgia Meloni, presidente del consiglio italiano, ha affermato che è «prioritario che il processo di decarbonizzazione prenda in considerazione la sostenibilità dei nostri sistemi produttivi e sociali. La natura va difesa con l'uomo al centro. Un approccio troppo ideologico e non pragmatico su questo tema rischia di portarci fuori strada verso il successo. [...] Abbiamo bisogno di un mix energetico equilibrato per migliorare il processo di transizione. Dobbiamo utilizzare tutte le tecnologie a disposizione. Non solo rinnovabili, ma anche gas, biocarburanti, idrogeno, cattura della CO₂ e, in futuro, il nucleare da fusione che potrebbe produrre energia pulita, sicura e illimitata».

#### Vertice sul metano
Il 12 novembre si è tenuto il Vertice sul metano e sui gas serra non CO₂, presieduto da Mukhtar Babayev per l'Azerbaigian, John Podesta per gli Stati Uniti e Liu Zhenmin, inviato speciale della Repubblica popolare cinese per il cambiamento climatico.
I gas serra – tra cui metano, protossido di azoto, idrofluorocarburi e ozono troposferico – sono molto inquinanti e molto più potenti dell’anidride carbonica.
In base agli oltre 1 miliardo di dollari di sovvenzioni per la mitigazione delle emissioni di metano, annunciati alla COP28 come parte del Manthrop Finance Sprint degli Stati Uniti, i governi, le banche multilaterali di sviluppo e le organizzazionii hanno annunciato nuove fonti finanziarie per affrontare i superinquinanti:
- governi e organizzazioni hanno annunciato quasi 500 milioni di dollari in nuove sovvenzioni nel 2024, portando il totale a oltre 2 miliardi di dollari negli ultimi tre anni;
- la Commissione europea ha annunciato 105,6 milioni di euro di ulteriori sovvenzioni, elogiando la Banca europea per gli investimenti e la Banca europea per la ricostruzione e lo sviluppo per aver distribuito rispettivamente oltre 2 miliardi di euro e 350 milioni di euro nell'ultimo anno per finanziare progetti di riduzione del metano;
- il presidente della Banca Mondiale Ajay Banga, che aveva lanciato alla COP28 un piano per la riduzione del metano, si è impegnato a lanciare 15 programmi nazionali che mirano a ridurre le emissioni di metano in 18 mesi;
- il Fondo internazionale per lo sviluppo agricolo (IFAD) ha annunciato che il suo programma di punta per la riduzione del metano agricolo (RAMP) mira a mobilitare sino a 900 milioni di dollari per sviluppare progetti agricoli innovativi a basso contenuto di metano. Si prevede che questa iniziativa porterà benefici diretti a oltre 3 milioni di persone e avrà un impatto indiretto su altri 10 milioni. Inoltre, l'IFAD ha preparato la Guida alla riduzione del metano per NDC 3.0, fornendo ai paesi una guida punto per punto per incorporare le strategie di riduzione del metano nei loro NDC.

#### TeraMed
Il 12 novembre è stato presentato il progetto TeraMed (TeraMed Initiative) per realizzare 1TW di capacità installata in energie rinnovabili in sette Stati del bacino del Mediterraneo entro il 2030 con il sostegno di Agenzia internazionale per le energie rinnovabili (IRENA), Unione per il Mediterraneo (UfM) e Global Renewables Alliance.

#### Piccoli stati insulari in via di sviluppo
Il 13 novembre si è tenuto il vertice dei leader dei piccoli stati insulari in via di sviluppo, un gruppo di paesi che rappresentano meno dell'1% della popolazione mondiale e che a causa del cambiamento climatico rischiano letteralmente di scomparire, con la cancellazione di interi Stati e identità culturali. Cedric Schuster, presidente dell'Alleanza dei piccoli Stati insulari (AOSIS) ha chiesto fondi per un minimo di 49 miliardi di dollari all'anno come parte del nuovo obiettivo globale.
Il primo ministro di Grenada, Dickon Mitchell, ha dichiarato che i piccoli stati insulari hanno rimborsato il finanziamento del debito 18 volte di più di quanto hanno ricevuto con il finanziamento del clima.
Il presidente Aliyev dopo avere ricordato l'impegno dell'Azerbaigian a favore dei piccoli stati insulari ha accusato la Francia di «crimini» nei Territori d'oltremare e di «degrado ambientale» in Algeria e nella Polinesia francese a causa dei test nucleari.
Come reazione la ministra francese della Transizione ecologica, Agnès Pannier-Runacher, ha comunicato che non si sarebbe recata a Baku.
Josep Borrell, Alto rappresentante dell'Unione europea per gli affari esteri, ha definito «estremamente deplorevoli» le accuse del presidente azero.
Wopke Hoekstra, commissario europeo per l'azione per il clima, ha commentato: «Indipendentemente da eventuali disaccordi bilaterali, la COP dovrebbe essere un luogo in cui tutte le parti si sentano libere di venire e negoziare sull’azione per il clima».
Il sito Politico ha definito «molto insoliti» gli attacchi diretti da parte del leader di un Paese ospitante.

#### Delegazione dell'Argentina
Il 13 novembre il presidente argentino Javier Milei, che aveva già definito «falsità» il cambiamento climatico, ha deciso di ritirare la delegazione dell'Argentina dalla Conferenza di Baku. La sottosegretaria dell'Ambiente Ana María Vidal de Lamas ha confermato il rientro in patria ma che la decisione non comportava il ritiro dell'Argentina dall'Accordo di Parigi.

### Finanza, investimenti e commercio
Il 14 novembre è stato dedicato al tema dei finanziamenti, degli investimenti e degli scambi commerciali.
Il finanziamento delle azioni climatiche nei paesi in via di sviluppo da parte dei paesi industrializzati costituisce il «nervo» dei negoziati all’interno dell'UNFCCC. È essenziale ripristinare la fiducia tra i paesi del Nord e quelli del Sud. L'obiettivo principale della COP29 è raggiungere un accordo tra le parti su un Nuovo obiettivo quantificato collettivo per il clima a partire dal 2025.
In questo contesto si è svolto il sesto Dialogo ministeriale ad alto livello sui finanziamenti per il clima (High-Level Ministerial Dialogue on Long-Term Climate Finance), mentre il Comitato permanente sui finanziamenti (SCF) dell'UNFCCC ha presentato il suo secondo Rapporto sui progressi compiuti nella mobilitazione congiunta dei finanziamenti per il clima per raggiungere l'obiettivo di 100 miliardi di dollari all'anno dal 2020 al 2025.
Si è anche tenuta la riunione ministeriale della Coalizione dei ministri delle finanze per l'azione per il clima, che si è concentrata sulle sfide e sulle migliori pratiche in materia di assegnazione e finanziamento per una riuscita attuazione dei Contributi determinati a livello nazionale.

### Energia
Il 15 novembre è stato dedicato al tema dell'energia.
La presidenza della COP29 ha concentrato le discussioni sull'energia verde, sull'idrogeno e sullo stoccaggio globale dell'energia, e ha presentato tre iniziative:
- COP29 Global Energy Storage and Grids Pledge (Impegno globale per lo stoccaggio e le reti di energia). Impegno a raggiungere l'obiettivo collettivo di attuare 1.500 GW di stoccaggio di energia a livello globale entro il 2030, più di sei volte la capacità del 2022. Impegno ad aggiungere o rinnovare 25 milioni di chilometri di reti a livello globale entro il 2030, riconoscendo la necessità di aggiungere o rinnovare altri 65 milioni di chilometri entro il 2040.[114]
- COP29 Green Energy Pledge: Green Energy Zones and Corridors (Impegno per l'energia verde: zone e corridoi di energia verde). Impegno a promuovere zone e corridoi di energia verde per collegare fonti di abbondante produzione di energia verde con le comunità più bisognose sviluppando reti elettriche interconnesse, interregionali e intraregionali, più ampie. Queste reti consentiranno la trasmissione economica e sicura dell'elettricità su lunghe distanze.
- COP29 Hydrogen Declaration (Dichiarazione sull'idrogeno). Impegno ad aumentare la produzione di idrogeno rinnovabile, pulito, a emissioni zero e a basse emissioni di carbonio e ad accelerare la decarbonizzazione della produzione di idrogeno esistente da combustibili fossili non abbattuti. L'obiettivo è aumentare in modo significativo la produzione di idrogeno verde rispetto al milione di tonnellate annue attuali e ridurre i 96 milioni di tonnellate di idrogeno attualmente prodotte da combustibili fossili non abbattuti.[115]

### Pace
Il 15 novembre è stato anche dedicato al tema della pace e ha lanciato la Baku Call on Climate Action for Peace, Relief, and Recovery che  mira ad affrontare la relazione tra cambiamento climatico, conflitti e bisogni umanitari, riunendo un partenariato senza precedenti tra i paesi del Nord e del Sud del mondo.
È stato presentato il 'COP Truce Appeal', l'appello per la tregua, per simboleggiare il ruolo della cooperazione e della pace come componenti indispensabili dell'azione globale sul clima. 132 paesi hanno aderito all'Appello, che è sostenuto da oltre un migliaio di istituzioni internazionali, rappresentanti del settore privato, organizzazioni della società civile e influenti personaggi pubblici. Il loro sostegno riflette un importante riconoscimento collettivo: il raggiungimento della giustizia climatica e la costruzione della pace sono obiettivi fondamentalmente interconnessi.

### Lettera aperta dal Club di Roma
Il 15 novembre un gruppo di eminenti scienziati, sostenitori e leader politici hanno inviato una lettera aperta segnalando l'urgenza di una riforma dell'architettura Conferenza delle Parti, la necessità «di passare dalla negoziazione all'attuazione, consentendo alla COP di mantenere gli impegni concordati e garantire l'urgente transizione energetica e l'eliminazione graduale dell'energia fossile», la necessità «di criteri di ammissibilità rigorosi per escludere i paesi che non sostengono l'eliminazione/transizione dall'energia fossile. I paesi ospitanti devono dimostrare il loro elevato livello di ambizione nel sostenere gli obiettivi dell'Accordo di Parigi». Tra i firmatari, l'ex segretario generale delle Nazioni Unite Ban Ki-moon, l'ex segretaria esecutiva dell'UNFCCC Christiana Figueres, l'ex Alto commissariato delle Nazioni Unite per i diritti umani Mary Robinson.

### Digitalizzazione
Il 16 novembre è stato dedicato alla digitalizzazione con la partecipazione di oltre 90 governi e 1.000 componenti della comunità tecnologica digitale che hanno approvato la COP29 Declaration on Green Digital Action (Dichiarazione sull'azione digitale verde).
La Dichiarazione, che mira ad accelerare la digitalizzazione positiva per il clima e a ridurre le emissioni nel settore delle tecnologie dell'informazione e della comunicazione, segna un significativo passo avanti nel riconoscere il ruolo della tecnologia digitale nell'affrontare il cambiamento climatico.
Mitigare limpatto della digitalizzazione sul clima significa incrementare l'efficienza energetica delle infrastrutture e dei dispositivi, alimentarli con energia sostenibile, estendere il ciclo di vita dei prodotti, migliorare i sistemi di riciclo e la gestione dei rifiuti elettronici.

### Sviluppo umano, bambini e giovani, salute, educazione
Il 18 novembre è stata la giornata dedicata allo sviluppo umano.
La tavola rotonda Raising Human Capital for a Green Future (Aumentare il capitale umano per un futuro verde) ha approfondito l'importanza dello sviluppo umano, in particolare dei bambini e dei giovani, nella creazione di un futuro sostenibile e a basse emissioni di carbonio.
Nel Youth Led Climate Forum Headline Event (Forum sul clima guidato dai giovani), si sono tenute conversazioni sul tema di portare in primo piano la voce dei giovani e dei bambini per garantire che il contributo venga ricevuto dalle generazioni più giovani di oggi.
Nella tavola rotonda Young People’s Perspective (Le prospettive dei giovani) i giovani presenti hanno sottolineato la necessità di includere le loro voci nel dibattito sul cambiamento climatico, sottolineando il fatto che loro sono il futuro e quindi dovrebbero essere inclusi nelle conversazioni che riguardano il loro futuro.
Con il contributo di migliaia di bambini provenienti da più di 100 paesi e di oltre 80 conferenze locali e regionali la Global Youth Statement (Dichiarazione sulla gioventù globale) rappresenta l'appello all'azione rivolto dai bambini e dai giovani ai leader mondiali per affrontare la sfida al cambiamento climatico e cogliere l'opportunità di correggere la rotta. A differenza dei soliti documenti politici finanziati da istituzioni o centro studi, questa dichiarazione è il risultato di sforzi puramente volontari da parte di bambini e giovani di tutto il mondo.

### Cibo, agricoltura e acqua
Il 19 novembre è stata la giornata dedicata al cibo, all'agricoltura e all'acqua.
La FAO e la Presidenza della COP29 hanno presentato il progetto Baku Harmoniya Climate Initiative for Farmers, che fungerà da aggregatore, riunendo iniziative, coalizioni, reti e partenariati vari per potenziare gli agricoltori, i villaggi e le comunità rurali. Allo stato attuale il progetto "Harmoniya" collega oltre 90 sforzi globali e regionali con l'obiettivo di incoraggiare la collaborazione, attrarre gli investimenti, costruire comunità resilienti al clima.
Una nuova analisi pubblicata dalla FAO ha rivelato che l'insicurezza alimentare e la biodiversità sono segnalati come i principali rischi legati al clima, inclusi nell'88% dei piani nazionali di azione sul clima. Inoltre, il 94% e il 91% dei Contributi determinati a livello nazionale identificano i sistemi agroalimentari come una priorità rispettivamente per l'adattamento e la mitigazione del cambiamento climatico.

### Segmento di alto livello
Il 19 e 20 novembre si è tenuta la seconda parte del segmento di alto livello (High-Level Segment, HLS) nella quale sono intervenuti i rappresentanti degli Stati e delle Organizzazioni che non avevano comunicato le dichiarazioni nel corso della prima parte (12 e 13 novembre).

Finanziamenti per l'adattamento (2016-2022)

High-level ministerial dialogue on the urgent need to scale up adaptation finance (Dialogo ministeriale ad alto livello sull'urgente necessità di aumentare gradualmente i finanziamenti per l'adattamento).

Il Patto per il clima di Glasgow, adottato al termine della COP26, ha invitato i paesi sviluppati ad almeno raddoppiare entro il 2025 il loro sostegno finanziario collettivo ai paesi in via di sviluppo per le proprie azioni di adattamento, rispetto ai 20,3 miliardi di dollari del 2019.
Il 29 maggio 2024 l'OCSE ha pubblicato la settima valutazione sui progressi compiuti dai paesi industrializzati verso il raggiungimento dell’obiettivo di 100 miliardi di dollari all'anno entro il 2020 per aiutare i paesi in via di sviluppo ad attuare le misure di mitigazione e adattamento, nel quale segnalava che il finanziamento totale per l'adattamento aveva raggiunto i 32,4 miliardi di dollari nel 2022.
Il 7 novembre 2024 il Programma delle Nazioni Unite per l'ambiente (UNEP) ha pubblicato l'Adaptation Gap Report, rapporto annuale sull'adattamento, nel quale, pur confermando la crescita dei finanziamenti, il gap finanziario per l'adattamento sarebbe colmato solo di circa il 5%, stimando che questo divario sia compreso tra 187 e 359 miliardi di dollari l'anno.
La Presidenza della COP29 e Climate and Clean Air Coalition, emanazione del Programma delle Nazioni Unite per l'ambiente (UNEP), hanno presentato la Dichiarazione sulla riduzione del metano dai rifiuti organici (Reducing Methane from Organic Waste Declaration), a cui hanno aderito 35 Stati, che rappresentano il 47% delle emissioni globali di metano dai rifiuti organici, con l'impegno ad avviare politiche e tabelle di marcia concrete.

### Urbanizzazione e trasporti
Il 20 novembre è stata la giornata dedicata a urbanizzazione e cambiamento climatico. Le discussioni sono state su edilizia verde, efficienza energetica negli edifici e resilienza climatica nelle città; rendere più verde il trasporto urbano; natura, salute e agricoltura nelle città; finanziare l'azione urbana per il clima.
È stata approvata la COP29 MAP Declaration ovvero la "Dichiarazione di percorsi d'azione multisettoriale per città resilienti e sane", un quadro strategico che indica la strada per i futuri negoziati sul clima.

### Turismo
Il 20 novembre è stata anche la giornata dedicata al turismo. Per la prima volta una Conferenza dell'UNFCCC si occupa dell'impatto del cambiamento climatico sul turismo.
Nel corso delle discussioni sono stati delineati i seguenti obiettivi:
- lancio della Baku Declaration on Enhanced Climate Action in Tourism, come invito all'azione a esplorare l'inclusione dei contributi dei governi nazionali del turismo, ove applicabile, allo sviluppo e al raggiungimento della prossima serie di Contributi determinati a livello nazionale (NDC) all'Accordo di Parigi e rafforzare l'integrazione dell'azione per il clima nelle politiche del turismo;
- rafforzare la Glasgow Declaration on Climate Action in Tourism, come impegno volontario a sostegno degli obiettivi climatici nazionali, aumentando il numero dei governi nazionali del turismo, delle organizzazioni turistiche nazionali e degli operatori del turismo che si impegnano ad attuare approcci integrati di mitigazione e adattamento climatico.
- istituire uno speciale meccanismo di coordinamento per garantire il continuo impegno del turismo nel quadro delle conferenze delle Nazioni Unite sul cambiamento climatico.

### No New Coal
Il 20 novembre 25 paesi e l'Unione europea, già aderenti a "Powering Past Coal Alliance", hanno firmato l'appello No New Coal che mira a consolidare gli impegni per fermare lo sviluppo di nuove centrali elettriche a carbone e incorporare tale impegno nelle strategie nazionali sul clima.

### Giornata della natura
Il 21 novembre si è tenuta la giornata della natura.
Natura e biodiversità. La riunione ha messo in evidenza l'importanza di investire nella conservazione della biodiversità e nel ripristino degli ecosistemi che sono i principali motori della salute umana e planetaria, nonché modi efficaci per affrontare gli impatti del cambiamento climatico e garantire la resilienza. Hanno posto l'accento sull'integrità ecologica e sulle soluzioni basate sulla natura come ponti fondamentali tra le agende sul clima e sulla biodiversità, concentrandosi sul sostegno alla biodiversità e sulla leadership delle popolazioni indigene e delle comunità locali.
Dialogo di Baku sull'acqua per l'azione climatica.
Metà dei paesi del mondo hanno sistemi di acqua dolce degradati e oltre 400 bacini idrografici a livello globale stanno assistendo a un calo dei flussi, compresi quello del Congo. L'Organizzazione meteorologica mondiale ha rilevato che il 2023 è stato l'anno più secco degli ultimi tre decenni per i fiumi di tutto il mondo. Almeno il 50% della popolazione del pianeta – 4 miliardi di persone – deve far fronte alla carenza d'acqua per almeno un mese all'anno; oltre 2 miliardi di persone non hanno accesso all'acqua potabile ed entro il 2025 1,8 miliardi di persone rischiano di dover affrontare una «assoluta scarsità d'acqua».
Circa 50 paesi hanno approvato la Dichiarazione sull'acqua per l'azione per il clima (COP29 Declaration on Water for Climate Action), che si impegna ad adottare approcci integrati per combattere le cause e gli impatti del cambiamento climatico sui bacini idrografici, aprendo la strada a una maggiore cooperazione regionale e internazionale.
Popolazioni indigene.
Il dialogo su "Popoli indigeni e comunità locali" ha evidenziato il ruolo delle conoscenze tradizionali nella protezione degli ecosistemi e nella resilienza climatica. Gli interventi hanno parlato di aumentare la quota dei finanziamenti per il clima a diretto vantaggio delle popolazioni indigene e delle comunità locali e di promuovere l'integrazione della conoscenza indigena nelle strategie globali sul clima e sulla biodiversità.
Le discussioni includevano l'adozione del Baku Workplan, che si propone di far sentire la voce delle popolazioni indigene e delle comunità locali nell'azione per il clima. Questo piano si concentra sulla promozione dello scambio di conoscenze, sullo sviluppo di capacità di coinvolgimento e sull'integrazione di diversi valori e sistemi di conoscenza nelle politiche e nelle azioni sul clima.
L'attuazione del Baku Workplan inizierà nel 2025 con un seminario per la definizione delle priorità.
Uguaglianza di genere: il cambiamento climatico amplifica le disuguaglianze di genere esistenti, minacciando i diritti, i mezzi di sostentamento, la salute e il benessere di donne e ragazze; in molti paesi a basso e medio reddito, le donne e le ragazze sono le principali responsabili della raccolta dell'acqua e di altri materiali per il riscaldamento e la cucina, compiti resi più ardui dalla scarsità di risorse indotta dal clima.
Sul tema "uguaglianza di genere" si sono tenuti due segmenti: High Level Event on Gender in Transparency e Technical In-session Dialogue on Gender in Transparency.
L’obiettivo principale del segmento di alto livello era garantire che le questioni di genere fossero adeguatamente incluse nei piani d’azione per il clima, il secondo segmento ha approfondito gli aspetti tecnici dell'integrazione delle considerazioni di genere nella trasparenza climatica.
Oceani e zone costiere. Essendo il più grande serbatoio di carbonio a livello mondiale, l'oceano è fondamentale per ridurre le emissioni globali di gas serra e stabilizzare il clima della Terra. Leader ed esperti hanno sottolineato l'urgenza di integrare la gestione degli oceani e delle zone costiere nelle strategie di azione per il clima per garantire la sostenibilità e la resilienza di questi ecosistemi vitali.
Con l'aggiornamento degli NDC previsti per febbraio 2025, i sostenitori degli oceani stanno spingendo per l'inclusione di misure specifiche con risultati quantificabili che potrebbero attrarre finanziamenti. Ciò potrebbe comportare un progetto di ripristino delle mangrovie certificato per catturare l'anidride carbonica o un sistema di energia ottenuta delle maree che sostituirebbe altrettanti MW di produzione da combustibili fossili.

## Dichiarazione finale
Il presidente di COP29 Mukhtar Babayev ha chiuso ufficialmente la Conferenza alle 2:40 di domenica 24 novembre, ora di Baku, più di 35 ore oltre la chiusura programmata.
In totale sono state approvate 49 decisioni: 21 da COP29, 5 da CMP19 e 23 da CMA6.
Le più importanti sono state:
- Nuovo obiettivo quantificato collettivo sui finanziamenti per il clima (NCQG). Considerato che i Contributi determinati a livello nazionale (NDC) per i paesi in via di sviluppo avranno un costo stimato di 455-584 miliardi all'anno sino al 2030[150] e che il fabbisogno di finanziamenti per l'adattamento è stimato a 215-387 miliardi di dollari ogni anno sino al 2030,[151] i paesi sviluppati si impegnano a triplicare a favore dei paesi in via di sviluppo, cioè almeno 300 miliardi di dollari l'anno entro il 2035, «da un'ampia varietà di fonti, pubbliche e private, bilaterali e multilaterali».[152][153]
- Baku to Belém Roadmap to 1.3T. La dichiarazione finale invita tutti gli attori a lavorare insieme per consentire l'aumento graduale dei finanziamenti per il clima ai paesi in via di sviluppo da tutte le fonti pubbliche e private ad almeno 1.300 miliardi di dollari all'anno entro il 2035, che dovranno arrivare da un'ampia varietà di fonti.[152][153] La frase «tutti gli attori» è volutamente vaga e a questo scopo viene indicato un «percorso» che si concluderà con la COP30 di Belém per individuare le relative fonti pubbliche e private, bilaterali e multilaterali, comprese quelle alternative.[154] Paesi come la Cina, che dall'elenco presentato al Summit della Terra (1992) sono tuttora considerati tra i paesi in via di sviluppo, potranno contribuire volontariamente e senza alcun obbligo.[155]
- Mercati del carbonio. Dopo quasi un decennio di lavoro le Parti hanno concordato gli elementi che stabiliscono come funzioneranno i mercati del carbonio nell'ambito dell'Accordo di Parigi, rendendo pienamente operativi gli scambi bilaterali, con l'istituzione di un registro che ne terrà traccia (articolo 6.2), e un meccanismo di crediti di carbonio pienamente operativo sotto l'egida delle Nazioni Unite (articolo 6.4).[152][154]
- Trasparenza. La presidenza della Conferenza in collaborazione con il segretariato UNFCCC ha lanciato la Baku Global Climate Transparency Platform (BTP) per promuovere la trasparenza e le comunicazioni sui progressi dei Paesi nell'affrontare il cambiamento climatico, in linea con gli obiettivi dell'Accordo di Parigi. Con l'istituzione del Quadro di trasparenza rafforzato (Enhanced Transparency Framework, ETF), tutte le Parti sono tenute a presentare le Relazioni biennali sulla trasparenza (Biennial Trasparency Report, BTR) per monitorare i progressi verso gli obiettivi climatici nazionali e dimostrare il proprio impegno nell'adottare e implementare politiche climatiche efficaci. L'ETF è un pilastro fondamentale dell'Accordo di Parigi, che ha l'obiettivo di garantire responsabilità e promuovere la fiducia tra le Parti, richiedendo comunicazioni coerenti e dettagliate sulle azioni climatiche.[156][157]
- Adattamento. Sul tema dell'«adattamento» COP29 ha deciso l'istituzione di un programma di sostegno per l'attuazione dei Piani nazionali di adattamento (NAP) per i paesi meno sviluppati. Le Parti hanno ampiamente discusso della seconda valutazione quinquennale dei progressi nella formulazione e nell'attuazione dei Piani nazionali di adattamento e la proseguiranno nel giugno 2025. Viene inoltre stabilita la creazione della Baku Adaptation Road Map per continuare i lavori sul Global Goal on Adaptation (GGA).[152][154]
- Genere e cambiamento climatico. Le Parti hanno concordato una decisione su «genere» e cambiamento climatico, estendendo per altri 10 anni il Lima Work Programme on Gender,[158] riaffermando l'importanza dell'uguaglianza di genere e promuovendo l'integrazione della dimensione di genere in tutta la Convenzione. Hanno inoltre concordato di sviluppare un nuovo Gender Action Plan che sarà adottato alla prossima COP30.[152][154]
- Trio di Rio. La presidenza di COP29 ha lanciato l'iniziativa Trio di Rio,[159] un progetto volto a promuovere il coordinamento tra le Convenzioni delle Nazioni Unite adottate al Summit della Terra di Rio de Janeiro (1992): Convenzione quadro delle Nazioni Unite sui cambiamenti climatici (UNFCCC), Convenzione sulla diversità biologica (CBD) e Convenzione contro la desertificazione (UNCCD), con l'obiettivo di affrontare tre sfide globali strettamente legate tra loro.[154][160] Lo scorso mese di ottobre si è tenuta a Cali, in Colombia, la 16ª Conferenza delle Nazioni Unite sulla biodiversità (COP16) e il prossimo 2 dicembre si aprirà a Riad, in Arabia Saudita, la 16ª Conferenza delle Nazioni Unite sulla desertificazione (COP16).[161]

La Conferenza delle Parti non ha raggiunto un consenso su altri temi cruciali in quanto Arabia Saudita, Cina e alcuni paesi africani, si sono opposti all'inclusione di nuovi obblighi di riduzione:
- Dialogo sull'attuazione dei risultati del Bilancio mondiale (Global Stocktake), le azioni concrete da dare agli otto obiettivi fissati dalla decisione adottata alla COP28 di Dubai;[163] nel testo finale è stato rimosso il riferimento a un «rapporto annuale sui progressi globali» in favore di una riaffermazione della transizione dalle fonti fossili.[154][162]
- Mitigazione. Non è stato raggiunto l'accordo sul Programma di lavoro sulla mitigazione (Mitigation Work Program MWP), nessun riferimento ai limiti di riscaldamento globale di 1,5 °C o 2 °C fissati dall'Accordo di Parigi; nessuna menzione della riduzione delle emissioni di gas serra; nessun riferimento a «zero emissioni nette»; nessun riferimento alle valutazioni scientifiche dell'IPCC; nessun riferimento alle soluzioni necessarie per ridurre le emissioni a livello globale.[154][162]